# 荒川達彦
荒川 達彦（あらかわ たつひこ、1944年9月12日 - ）は、兵庫県尼崎市出身のサクソフォーン奏者・作曲家・編曲家。
元・荒川達彦カルテット、The Great American Music Band、荒川バンドのリーダー。

## 来歴
'64年にサクソフォーン奏者としてプロデビューし、ブルーコーツ、アロー・ジャズ・オーケストラを経て、'70年にコンボバンド・荒川達彦カルテットを結成。'74年に渡米し作・編曲を学び、帰国後の'78年、高橋達也と東京ユニオンへの提供楽曲として「源氏」を発表。同年のモントルー・ジャズ・フェスティバルにて高い評価を得る。その後、岡野等、塩村修、荒木敏男らと共にザ・グレイト・アメリカン・ミュージック・バンド（後の荒川バンド）を結成し、解散後はスタジオミュージシャンや舞台音楽などの作曲に携わる。現在は主にDTMで作曲家・編曲家活動。

## 主な参加ミュージシャン
- 上田正樹
- 大瀧詠一
- 岡本章生&ゲイスターズ
- 高橋達也&東京ユニオン
- ピンク・レディー
- 南沙織

## 主な作品

### リーダーアルバム
- SCORPIO（ロブスター企画/NBCユニバーサル・エンターテイメントジャパン）
- OVER THE SKY（キングレコード）
- アランフェス・ワンダーランド（日本コロムビア）
- lena（日本コロムビア）
- ハード・ボイルド（日本コロムビア）
- BRAND NEW(SONY WALKMAN DEMONSTRATION CASSETTE TAPE)
- BAMBOO(John 海山 Neptune with ARAKWA BAND)(東芝EMI)
- A Wonderful World of デューク・エイセス with 荒川バンド(東芝EMI)
- グッド・ナイト・ベイビー/ザ・キング・トーンズ with 荒川バンド(ビクター)

### 映像音楽
- 大都会 PARTIII（1978年、日本テレビ系） - 劇伴作曲担当（演奏：高橋達也と東京ユニオン）
- 野獣死すべし（1980年、角川春樹事務所） - 演奏プロデュース担当（作編曲：たかしまあきひこ）